# 1795 en science
| Années de la science : 1792 - 1793 - 1794 - 1795 - 1796 - 1797 - 1798    |
| Décennies de la science : 1760 - 1770 - 1780 - 1790 - 1800 - 1810 - 1820 |

Cet article présente les faits marquants de l'année 1795 en science.

## Événements

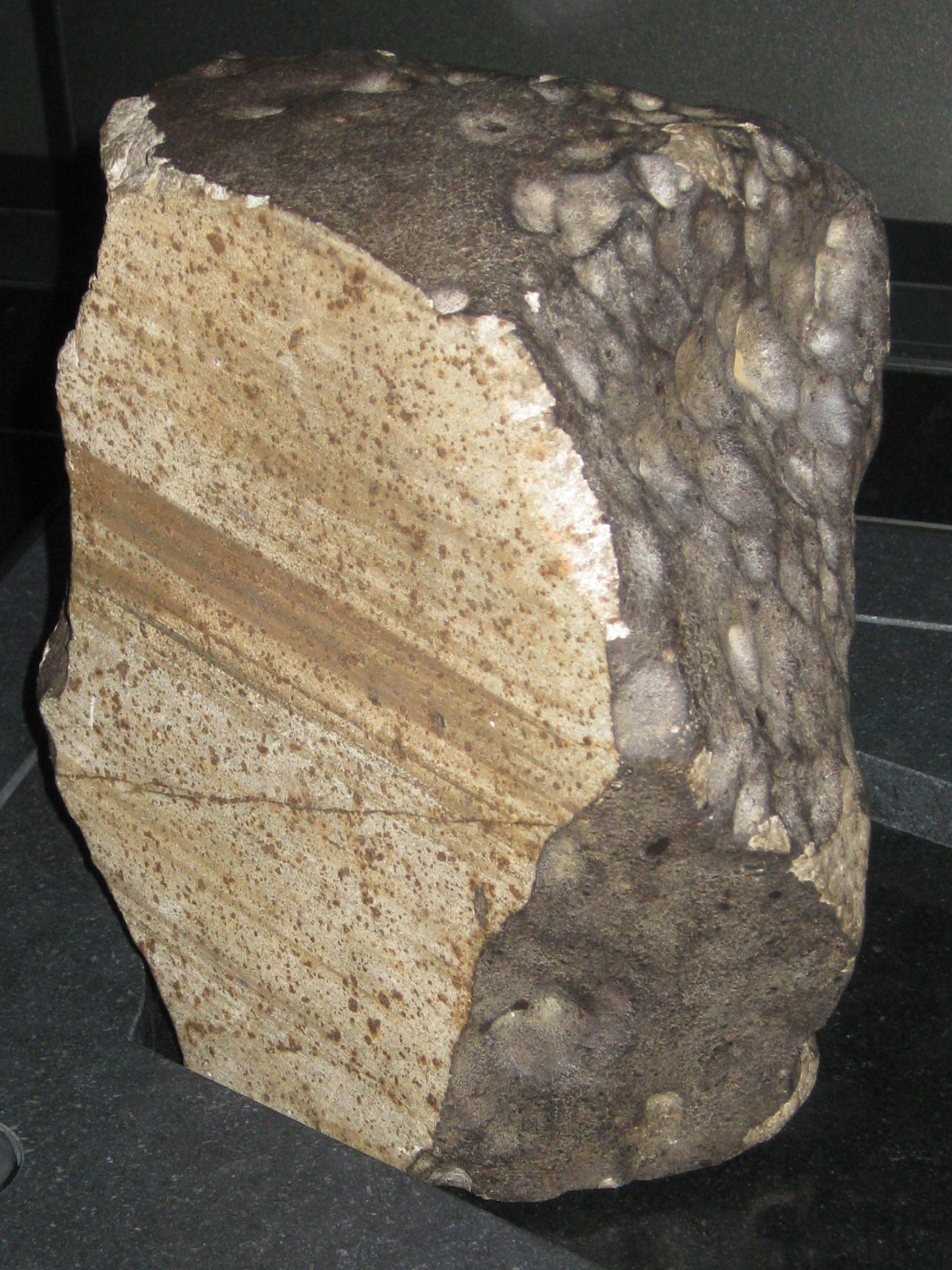
Wold Cottage meteorite, une chondrite exposée au Musée d'histoire naturelle de Londres.

- 31 mars : Joseph Bramah obtient un brevet pour une presse hydraulique[1].
- 7 avril : décrets du 18 germinal an III établissant l'uniformité des poids, mesures et monnaies suivant le système décimal. La Convention adopte le système métrique en France (application en 1800)[2].

- 8 et 10 mai : Michel Lefrançois de Lalande observe Neptune, qu'il prend pour une étoile[3].

- 1er septembre (15 fructidor an III) : l'École centrale des travaux publics est renommée « École polytechnique »[4].

- 13 décembre, astronomie : chute d'une météorite de 25 kg près de Wold Newton dans le Yorkshire en Angleterre[5].

- Le confiseur français Nicolas Appert met au point l'appertisation, procédé de mise en conserve des aliments[6].
- Le géologue britannique William Smith crée la notion de fossile stratigraphique. Il peut être considéré comme l'un des fondateurs de la biostratigraphie[7]. En 1799, il établit une carte géologique manuscrite en couleur des environs de Bath[8].

- La Royal Navy rend obligatoire l'usage journalier du jus de citron pour prévenir le scorbut[9].

- Le Français François Senot réalise le premier tour à fileter[10].
- Le mathématicien allemand Carl Friedrich Gauss énonce la méthode des moindres carrés pour minimiser l'impact d'une erreur de mesure[11].

## Publications

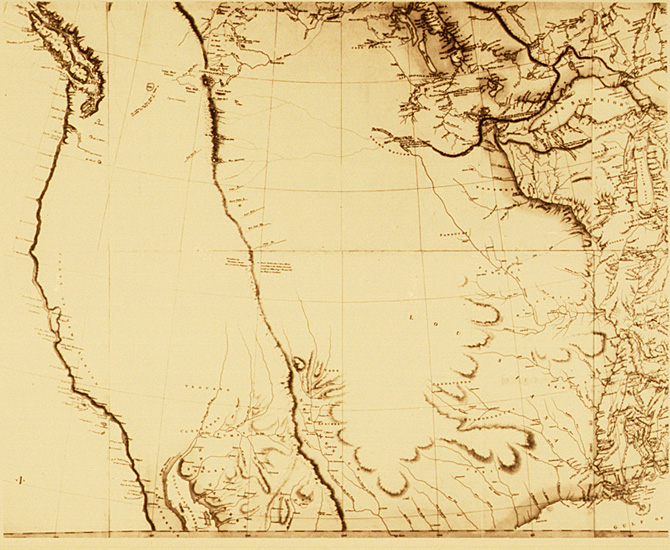
Carte représentant les nouvelles découvertes faites dans l'intérieur de l'Amérique septentrionale, d'Aaron Arrowsmith, datée du 1er janvier 1795

- Aaron Arrowsmith : Map of North America.
- Johann Matthäus Bechstein : Naturgeschichte der Stubenvogel, traduit en français par Joseph Philippe de Clairville sous le titre de Manuel de l'amateur des oiseaux de volière.
- Étienne Geoffroy Saint-Hilaire : Histoire des makis, ou singes de Madagascar, première expression de ses vues sur l'unité du plan d'organisation des êtres vivants.
- John Playfair : Elements of Geometry, version annotée des Éléments d'Euclide dans laquelle il utilise une notation algébrique pour abréger les démonstrations. Il reformule le cinquième postulat[12].

## Prix
- Médailles de la Royal Society
  - Médaille Copley : Jesse Ramsden, (1735-1800), pour ses inventions et améliorations dans la construction d'instruments de mesure trigonométriques.

## Naissances

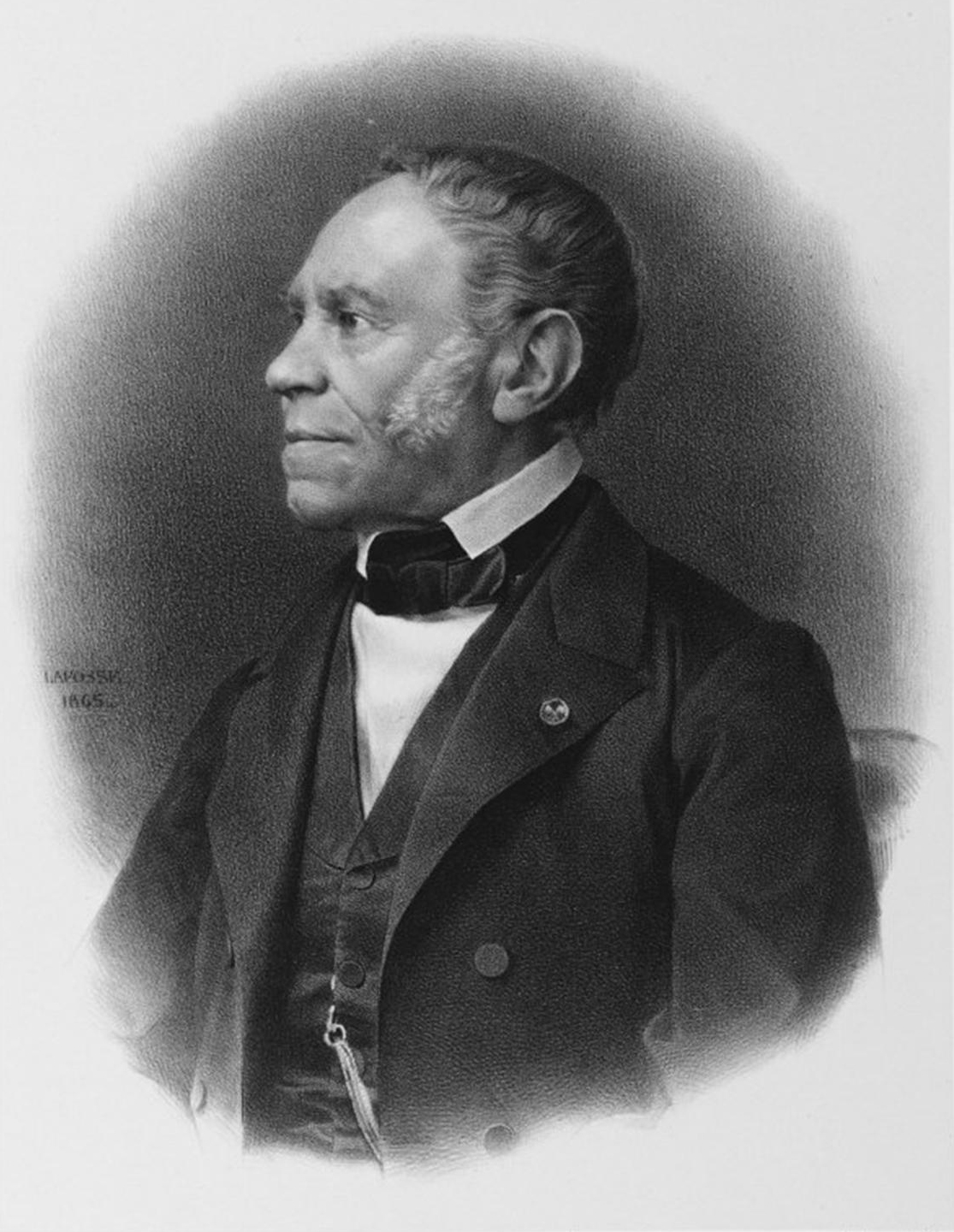
Anselme Payen

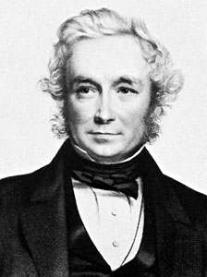
John Stevens Henslow

- 6 janvier : Anselme Payen (mort en 1871), chimiste français.
- 16 janvier : Carl Christian Rafn (mort en 1864), archéologue et philologue danois.
- 5 février : Wilhelm Karl Ritter von Haidinger (mort en 1871), géologue autrichien.
- 6 février : John Stevens Henslow (mort en 1861), botaniste et géologue britannique.
- 8 février : Friedlieb Ferdinand Runge (mort en 1867), chimiste allemand.
- 23 février : Giuliano Frullani (mort en 1834), mathématicien italien.
- 23 mars : Bernt Michael Holmboe (mort en 1850), mathématicien norvégien.
- 31 mars : Louis Richard (mort en 1849), mathématicien français.
- 7 avril : Gilbert Joseph Adam (mort en 1881), minéralogiste français.
- 19 avril :  Christian Gottfried Ehrenberg (mort en 1876), naturaliste et zoologiste allemand.
- 25 avril : Alexandre Jacques François Bertrand (mort en 1831), médecin, naturaliste et physicien français.
- 13 mai : Gérard Paul Deshayes (mort en 1875), géologue et conchyliologue français.
- 19 mai : Johns Hopkins (mort en 1873), homme d'affaires et philanthrope américain.
- 15 juin : Gaetano Giorgini (mort en 1874), mathématicien, ingénieur et homme politique italien.
- 24 juin : Ernst Heinrich Weber (mort en 1878), médecin allemand.
- 30 juin : Joseph Bienaimé Caventou (mort en 1877), pharmacien français.
- 16 juillet : Karl Eduard von Eichwald (mort en 1876), naturaliste germano-balte.
- 20 juillet : Jean-Baptiste Guimet (mort en 1871), chimiste, industriel et inventeur français.
- 22 juillet : Gabriel Lamé (mort en 1870), mathématicien français.
- 6 octobre : Olinde Rodrigues (mort en 1851), mathématicien français.
- 23 octobre : Luigi Canina (mort en 1856), archéologue et architecte piémontais.
- 8 novembre : Albert Gottfried Dietrich (mort en 1856), botaniste allemand.
- 20 novembre : Pierre Henri Blanchet, mathématicien français.
- 8 décembre : Peter Andreas Hansen (mort en 1874), astronome danois.

- Henry Parkyns Hoppner (mort en 1833), explorateur, peintre et officier de la Royal Navy.

## Décès
- 9 mars : John Walsh, scientifique britannique

- 30 avril : Jean-Jacques Barthélemy (né en 1716), ecclésiastique, archéologue, numismate et homme de lettres français.

- 19 mai : Josiah Bartlett (né en 1729), physicien américain.

- 9 juin : François Chopart, chirurgien français, né en 1743.

- 3 juillet : Antonio de Ulloa (né en 1716), explorateur, astronome, écrivain, général et gouverneur espagnol de la Louisiane.

- Vers 1795 : La Bretonnerie (né vers 1720), agronome français.